# María de San Antonio Lorenzo y Fuentes
Sor María de San Antonio Lorenzo y Fuentes o Sor María de San Antonino (5 de agosto de 1665, Garachico, Tenerife - 10 de mayo de 1741, Puerto de la Cruz, Tenerife) fue una religiosa dominica y mística española.

## Biografía
Su vida fue escrita por Francisco Martínez Puentes, el sacerdote de su localidad natal, Garachico, ciudad del norte de la isla de Tenerife. Esta obra tiene el título de Vida de la Sierva de Dios Sor María de San Antonio Lorenzo y Fuentes.
Sor María de San Antonio procedía de una familia de rango abolengo, profesó como monja dominica en el Convento de Nuestra Señora de las Nieves de Puerto de la Cruz (actualmente desaparecido por un incendio en 1925). Este templo conventual se encontraba frente a la Parroquia de Nuestra Señora de la Peña de Francia. 
A la religiosa se le otorgaban diversos dones tales como la lectura de las almas. Según la tradición popular, Sor María fue capaz de leer la mente de una sirvienta del convento, de nombre Felipa, la cual oró para que Dios la llevase al purgatorio tras su muerte. La monja la reprendió instándole a que le pidiese a Dios ir al cielo y no al purgatorio. Otro milagro atribuido a la religiosa sucedió cuando un albañil que trabajaba en el convento cayó al vacío precipitándose al suelo con suavidad y balanceándose, sin morir ni sufrir daños, pues el obrero se había encomendado a la monja. 
Sor María de San Antonino murió el 10 de mayo de 1741. Según los legajos su cuerpo permaneció incorrupto y mantenía la sangre fresca. Los actos de exhumación y traslación de sus restos fueron verificados cuando Monseñor Luis Folgueras y Sión regía la Diócesis de Tenerife. Su cuerpo actualmente no se conserva, pues desapareció en el incendio del convento en 1925.
Existen dos grabados de la religiosa, uno en la Real Sociedad Económica de Amigos del País de Tenerife y el otro en el Museo Canario de Las Palmas de Gran Canaria. Ambos retratos fueron realizados por el pintor tinerfeño José Tomás Pablo (1718-1778).